# Michel Descombey
Michel Descombey (Bois-Colombes, 28 ottobre 1930 – Città del Messico, 5 dicembre 2011) è stato un ballerino, coreografo e direttore artistico francese.

## Biografia
Michel Descombey studiò danza con Ljubov' Nikolaevna Egorova e nel 1947 fu scritturato dal Balletto dell'Opéra di Parigi, di cui divenne primo ballerino nel 1959. Tra il 1962 e il 1969 fu maître de ballet della compagnia. Dal 1971 al 1973 fu il direttore del Balletto dell'Opera di Zurigo e nel 1975 si trasferì in Messico in veste di coreografo e direttore associato del Ballet Teatro del Especio de Mexico.